# Gran Premio de Bélgica de 2000
El Gran Premio de Bélgica de 2000 (oficialmente LVIII Foster's Belgian Grand Prix) fue la decimotercera prueba de la temporada 2000 de Fórmula 1. Se disputó el 27 de agosto en el circuito de Spa-Francorchamps, localizado en Francorchamps, provincia de Lieja (Bélgica).
Tras 44 vueltas, Mika Häkkinen fue el vencedor de la carrera tras salir desde la pole, extendiendo su liderato en el campeonato a seis puntos sobre Michael Schumacher, quien fue segundo en la prueba. Ralf Schumacher los acompañó en el podio.

## Crónica

### Antecedentes
Antes de la carrera, Mika Häkkinen lideraba el Campeonato de Pilotos con 64 puntos, delante de Michael Schumacher (62) y David Coulthard (58). Rubens Barrichello llegaba cuarto con 49 unidades, y Giancarlo Fisichella quinto con 18. Por su parte, McLaren llegaba primero en el Campeonato de Constructores con 112 puntos, delante de Ferrari. Williams era tercero con 24, mientras que Benetton (18) y Jordan (12) luchaban por el cuarto lugar.
Tras el Gran Premio de Hungría el 13 de agosto, cinco equipos realizaron pruebas a mitad de temporada en el circuito de Silverstone del 15 al 17 de agosto. El piloto de pruebas de McLaren, Olivier Panis, fue el más rápido el primer día, por delante de Heinz-Harald Frentzen. El Williams FW22 de Bruno Junqueira tuvo una fuga de agua, lo que resultó en reparaciones que limitaron el tiempo de prueba de su equipo. Panis siguió siendo el más rápido en el segundo día. El Arrows A21 de Jos Verstappen sufrió una falla en el sensor; el piso del chasis tuvo que ser removido para instalar un nuevo sensor. Por tercera vez, el francés fue nuevamente el más rápido en el último día de pruebas. Ferrari optó por probar la suspensión y los neumáticos del monoplaza de Michael Schumacher en el circuito de Fiorano. Más tarde, Schumacher junto a Rubens Barrichello realizaron pruebas de configuración y motor en Mugello, mientras que el probador de la escudería, Luca Badoer, permaneció en Fiorano para el desarrollo de componentes nuevos. Prost Grand Prix realizó pruebas en el Autodromo Nazionale di Monza del 17 al 18 de agosto con Jean Alesi. Benetton realizó una prueba de cinco días en un solo coche en el Circuito Danielson junto a Mark Webber en el desarrollo aerodinámico durante los primeros cuatro días y, Alexander Wurz en el último.
En septiembre de 1999, la Federación Internacional del Automóvil (FIA) presentó un calendario provisional para la temporada 2000, eliminando el Gran Premio de Bélgica del campeonato debido a que las leyes belgas de publicidad de tabaco amenazaron con cancelar la carrera. La FIA incluyó al Gran Premio de los Países Bajos en Zandvoort y al Gran Premio de Portugal en Estoril como posibles reemplazos si se cancela el Gran Premio. La disputa se resolvió cuando el gobierno belga eximió la carrera de las leyes de publicidad, y se restableció en una reunión del Consejo Mundial de Automovilismo en París el 6 de octubre.

### Entrenamientos libres
Hubo cuatro sesiones de entrenamientos libres antes de la carrera, dos el viernes y sábado. La primera y segunda sesión duraron una hora, mientras que la tercera y cuarta, duraron 45 minutos. Las condiciones eran secas para el viernes por la mañana y por la tarde. David Coulthard marcó el mejor tiempo de la primera sesión con un tiempo de 1:53.398, ocho décimas de segundo más rápido que Michael Schumacher. Mika Häkkinen logró el tercer mejor tiempo, junto a Jarno Trulli, Rubens Barrichello y Jacques Villeneuve en las siguientes tres posiciones. Ambos Benetton fueron séptimo y octavo respectivamente, mientras que Ralf Schumacher y Jenson Button completaron los diez primeros. El Prost AP03 de Jean Alesi tuvo un problema de presión de combustible que le impidió completar su vuelta rápida, y fue el más lento en la general. En la segunda sesión de práctica, debido a una lenta punción trasera, la primera vuelta de Coulthard fue la más rápida, mientras que Häkkinen acabó segundo. El piloto de Jaguar, Johnny Herbert, cambió el equilibrio de su monoplaza, mejorando su rendimiento y terminando en el tercer puesto. Villeneuve se trasladó al cuarto lugar después de los cambios en la configuración de su chasis; Michael Schumacher cayó al quinto y Alexander Wurz terminó sexto. Jos Verstappen fue el séptimo más rápido, por delante de Giancarlo Fisichella, Barrichello y Trulli.
El clima permaneció seco durante las sesiones del sábado por la mañana. Häkkinen estableció la vuelta más rápida de la tercera sesión con un tiempo de 1:51.043, por delante de Heinz-Harald Frentzen, Trulli y Ralf Schumacher. Coulthard, tuvo un problema con el motor al principio de la sesión, fue el quinto más rápido (por delante de Button y Michael Schumacher). Alesi, Villeneuve y el piloto de Prost Nick Heidfeld completaron los diez primeros. Durante la última práctica, Häkkinen no pudo mejorar su tiempo, aunque siguió siendo el más rápido. Button estableció el segundo mejor tiempo. Los pilotos de Jordan fueron tercero y cuarto, con Trulli por delante de Frentzen. Ralf Schumacher y Coulthard completaron los seis primeros. De los pilotos más lentos, Marc Gené tuvo un momento de ansiedad cuando su Minardi expulsó la cubierta del motor, pero pudo regresar a su garaje.

### Clasificación

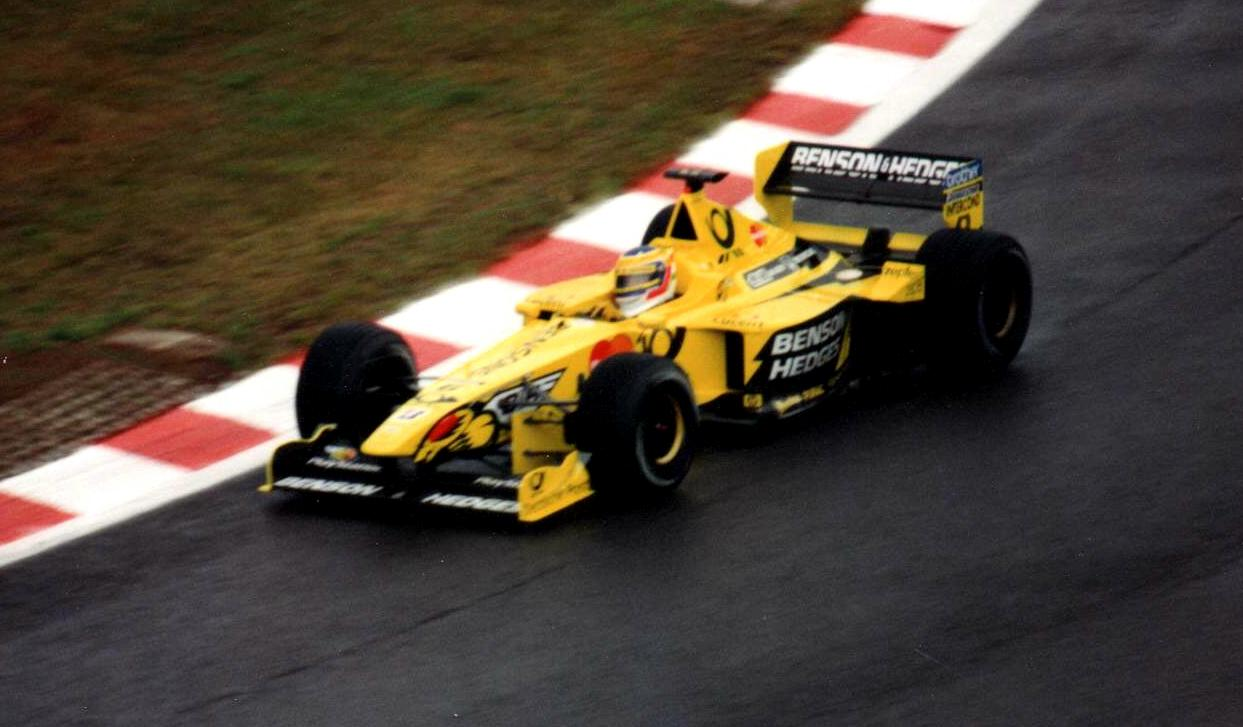
Jarno Trulli clasificó segundo para la carrera, detrás de Mika Häkkinen.

La clasificación duró una hora. Durante esta sesión, la regla del 107 % entró en vigencia, requiriendo que cada piloto permanezca dentro del 107 % del tiempo de vuelta más rápido para clasificar. La sesión se realizó en clima seco. Mika Häkkinen consiguió su quinta pole position de la temporada y su tercera en el circuito, con un tiempo de 1:50.646; aunque era optimista sobre sus perspectivas de carrera, y estaba preocupado por el inicio. Häkkinen ocupó la primera fila junto a Jarno Trulli, quien igualó su mejor desempeño de clasificación (en el Gran Premio de Mónaco). El italiano también se mostró optimista sobre sus posibilidades debido a los antecedentes de Jordan en el circuito. Jenson Button clasificó tercero y dijo que estaba satisfecho con su posición. Michael Schumacher aseguró la cuarta plaza, nueve décimas detrás de Häkkinen, estableciendo un tiempo de vuelta que empujó al compañero de equipo del finlandés, David Coulthard, al quinto. Coulthard que tuvo problemas de agarre, creía que podría haber tenido un tiempo de vuelta más rápido. Ralf Schumacher aseguró la sexta posición después de estar atrapado entre los rezagados. Jacques Villeneuve, en el séptimo puesto, informó sobreviraje. Heinz-Harald Frentzen finalizó octavo; su tiempo de vuelta fue descalificado después de que Coulthard lo bloqueara en la chicane Bus stop, lo que hizo que Frentzen se fuera hacia el césped. Johnny Herbert y Rubens Barrichello completaron los diez primeros, con el brasileño girando en la chicane durante su tercera carrera después de bloquear los frenos. Giancarlo Fisichella, undécimo, se perdió el top 10 por tres décimas de segundo en su única carrera rápida de la sesión. Su compañero, Eddie Irvine, fue duodécimo con problemas de neumáticos. Estaba por delante de Ricardo Zonta, el más lento de los dos BAR (que perdió medio segundo entrando a Eau Rouge), Nick Heidfeld en el Prost, Pedro Diniz y Pedro de la Rosa. Jean Alesi se clasificó 17.º, a pesar de girar en la chicane y provocar una bandera amarilla. Mika Salo se clasificó 18.º, por delante de Alexander Wurz (que tuvo problemas en el motor y compartió el monocasco Benetton de repuesto con Fisichella). Jos Verstappen y los dos pilotos de Minardi se clasificaron al final de la parrilla, en las posiciones 20 a 22.

### Warm-up
Los pilotos tomaron la pista a las 09:30, hora central europea de verano (UTC+2) para un calentamiento de 30 minutos en clima húmedo, con tiempos de vuelta más lentos que los días anteriores de práctica y clasificación. Mika Häkkinen mantuvo su buen desempeño, estableciendo un tiempo de 2:03.392. Michael Schumacher fue el segundo piloto más rápido; Jenson Button fue tercero, dos mil segundos por detrás de Schumacher. Barrichello completó los cuatro primeros, tres décimas de segundo detrás de Häkkinen. Giancarlo Fisichella golpeó fuertemente las barreras en la curva 14 después de girar lateralmente y fue lanzado al aire, aterrizando boca abajo; la sesión se suspendió mientras los oficiales limpiaban la pista de escombros. Fisichella sufrió una lesión en la rodilla izquierda, y se vio obligado a comenzar la carrera con el monoplaza de repuesto de su equipo. Jacques Villeneuve dañó la parte trasera de su coche en un choque más tarde en la sesión, pero pudo continuar.

### Carrera

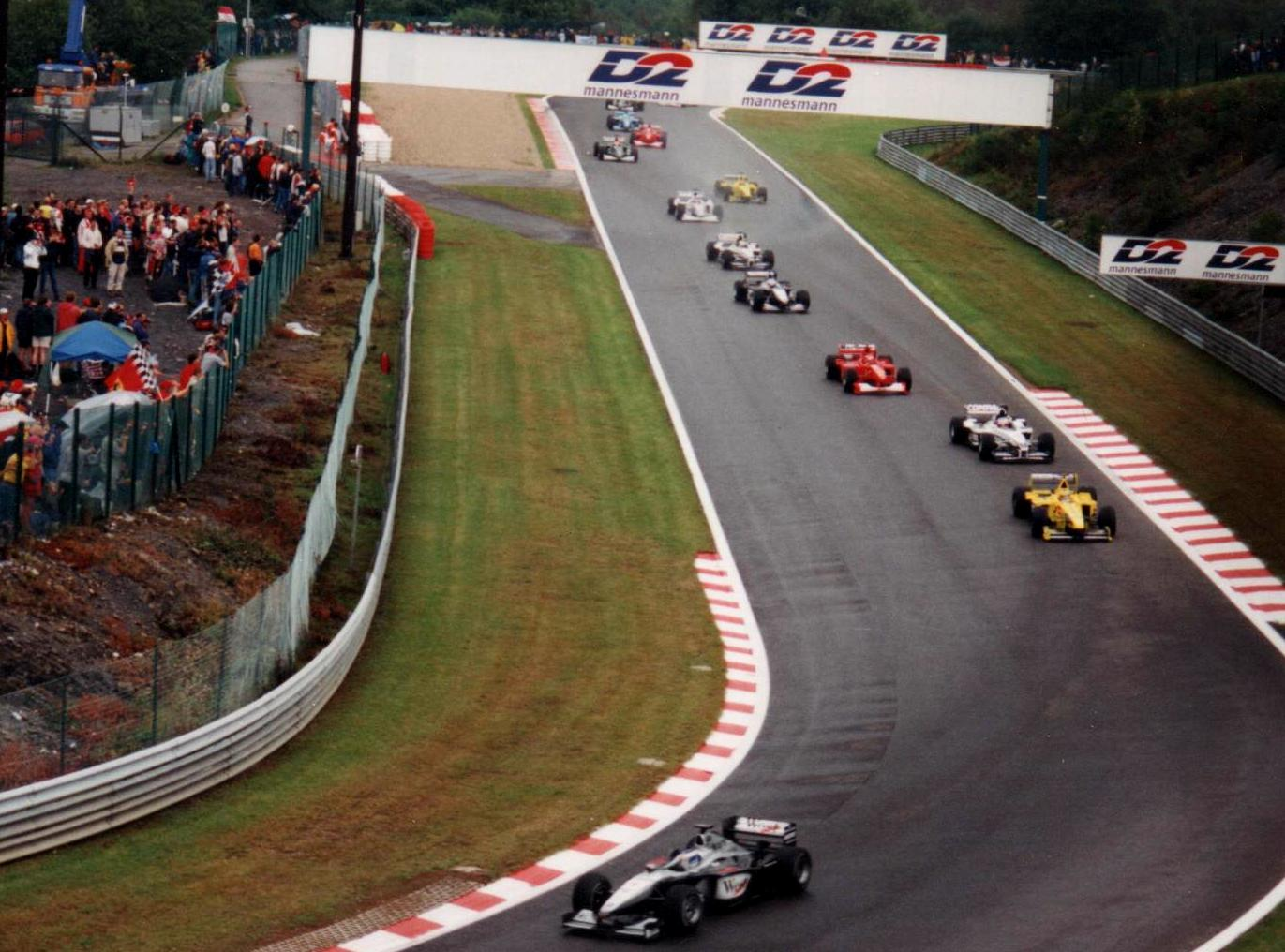
Häkkinen liderando la primera parte de la carrera.

La carrera comenzó a las 14:00 hora local, con temperaturas de aire y pista de 15 °C (59 °F); se pronosticaron nubes, pero no lluvia. El agua estancada en la pista, causó una fuerte pulverización y visibilidad perjudicial, lo que significaba que la carrera empezaría con safety car; todos los monoplazas, excepto el de Pedro Diniz, tenían neumáticos húmedos. El argentino Gastón Mazzacane comenzó desde el pit-lane, ya que cambió su [Minardi] M02 después de que el motor fallara durante el calentamiento. El Gran Premio comenzó sin vuelta de formación. Durante el período de coche de seguridad, Diniz dio un trompo; siendo superado por Pedro de la Rosa, quien recibió una penalización de diez segundos con stop & go que cumplió en la vuelta 13. El coche de seguridad entró al pit-lane después de una vuelta, y todos los monoplazas pudieron continuar después de cruzar la meta. Mika Häkkinen mantuvo su liderazgo al entrar en la primera curva, seguido de Jarno Trulli, Jenson Button, Michael Schumacher y David Coulthard. Johnny Herbert corrió a la par en la primera curva, perdiendo el noveno lugar ante Rubens Barrichello. Tras cumplirse la primera vuelta, Pedro Diniz cayó al fondo de la grilla. De la Rosa perdió la posición 16 en la vuelta 3 después de correr en la curva 18, perdiendo dos lugares ante Jean Alesi y Jos Verstappen.
Häkkinen comenzó a alejarse de Trulli, aunque Button intentó pasar al italiano en la cuarta vuelta en la chicane Bus stop, corrió de par en par y perdió la tercera posición ante Michael Schumacher. En esa vuelta, Jean Alesi fue el primer piloto en cambiar a neumáticos secos. En la quinta vuelta, Häkkinen aumentó su ventaja sobre Trulli a diez segundos, por delante de Michael Schumacher, Button y Coulthard. Button intentó sobrepasar a Trulli alrededor del exterior de Bus stop, pero dejó el interior abierto para que Schumacher lo pasara por el tercer lugar. El alemán luego tomó el segundo puesto en La Source. Jenson Button intentó seguir a Schumacher por el interior, pero hizo contacto con este último. Jarno Trulli terminó haciendo un trompo, convirtiéndose en el primer retiro de la carrera. Button perdió dos posiciones ante Coulthard y Ralf Schumacher en el incidente. En la siguiente vuelta, los Schumacher fueron los primeros líderes en cambiar a neumáticos secos, ya que Alesi comenzó a establecer tiempos más rápidos que los corredores delanteros. Häkkinen hizo una parada en boxes liderando en la vuelta 7, seguido de Button, saliendo delante de David Coulthard para retener el liderato. Coulthard hizo su parada en boxes en la siguiente vuelta, cayendo a la novena posición.
Todos los pilotos hicieron paradas en boxes tras concluirse la vuelta 9. Los diez primeros eran Mika Häkkinen, Michael Schumacher, Ralf Schumacher, Jean Alesi, Jenson Button, Jacques Villeneuve, Rubens Barrichello, Heinz-Harald Frentzen, David Coulthard y Pedro Diniz. Durante esa vuelta, Barrichello superó a Frentzen por la séptima plaza, mientras que Jos Verstappen y Giancarlo Fisichella colisionaron después de que el neerlandés intentara adelantar al Benetton en Bus stop. Verstappen sufrió daños en el alerón delantero y Fisichella se retiró tras un problema eléctrico. Al comienzo de la vuelta 13, Michael Schumacher cerró su brecha a 4.6 segundos después de cuatro vueltas rápidas consecutivas. Más tarde en la vuelta, Häkkinen tocó un bordillo en la esquina de Stavelot y se despistó hacia la hierba, haciendo que Schumacher tomara el liderato. Nick Heidfeld fue el tercer retiro de la carrera luego de que su monoplaza sufriera un problema mecánico.
Jean Alesi, el primer favorito en hacer una parada en boxes programada en la vuelta 18. Durante las siguientes dos vueltas, Mika Salo pasó a Eddie Irvine por el duodécimo lugar, mientras que Rubens Barrichello hizo una parada en boxes desde la sexta posición, saliendo undécimo. En la vuelta 22, Michael Schumacher había aumentado su ventaja sobre Häkkinen a once segundos. Ralf Schumacher, diez segundos detrás del finlandés, mantuvo una brecha de seis segundos sobre su compañero Jenson Button. [Michael] Schumacher hizo una parada en boxes en esa vuelta, saliendo tercero. En la vuelta 23, Barrichello pasó a Johnny Herbert para la novena posición, y durante las siguientes dos vueltas, Jacques Villeneuve y Ralf Schumacher hicieron sus respectivas paradas. Button hizo una parada cuarto en la vuelta 26, y Häkkinen una vuelta más tarde; McLaren le dijo por radio (en los pits) que acelerara para reducir la brecha con Michael Schumacher, que tenía una carga de combustible más pesada. Button cayó a la octava posición, y Häkkinen salió detrás de Michael Schumacher. Heinz-Harald Frentzen y David Coulthard hicieron paradas en boxes juntos en la vuelta 28, con Coulthard saliendo por delante de Frentzen. En esa vuelta, Barrichello superó a Alesi para la sexta posición. El brasileño, estableció la vuelta más rápida de la carrera (1:53.803 en la vuelta 30), tuvo vueltas consecutivas más rápidas antes de hacer su segunda parada en boxes en la vuelta 31. Sin embargo, la presión de combustible de su coche disminuyó y fue empujado por los comisarios hacia el pit-lane. Barrichello y Alesi (tuvieron un problema similar) se retiraron, y Button se hizo con el cuarto lugar. Mika Salo fue el último piloto programado para hacer una parada en boxes, en la vuelta 33.

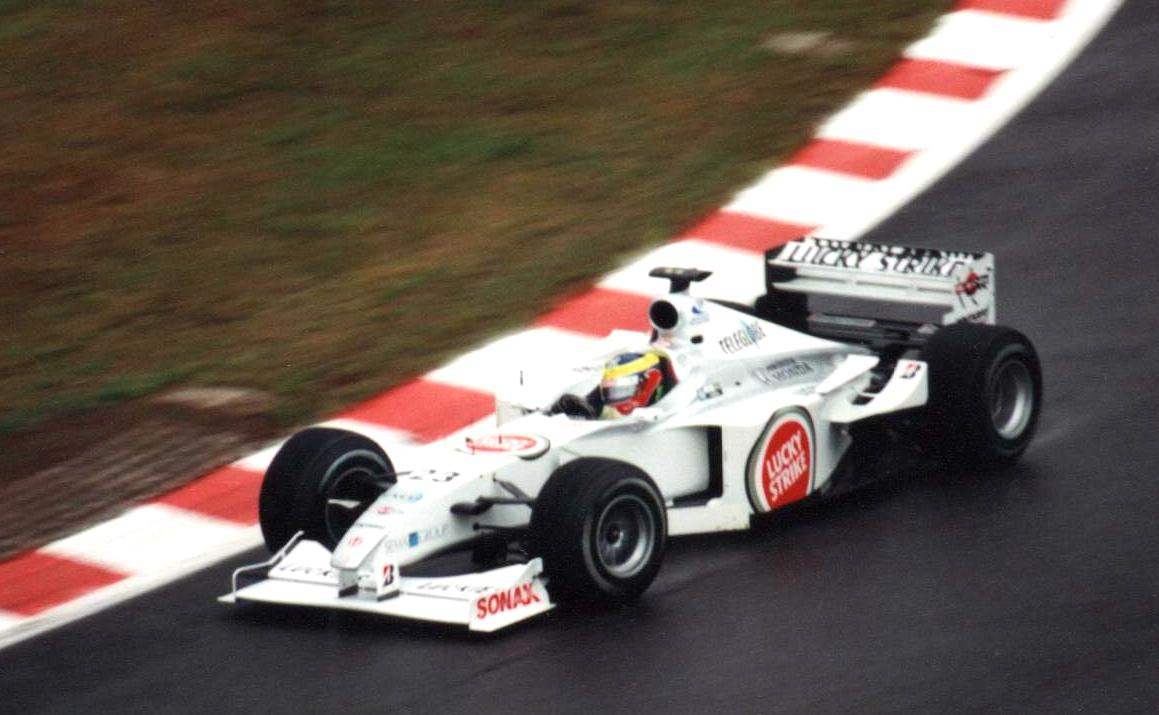
Ricardo Zonta fue adelantado por Häkkinen y Michael Schumacher mientras luchaban por el liderato.

Tras la vuelta 34, después de todas las paradas en boxes programadas, el top 10 era Michael Schumacher, Mika Häkkinen, Ralf Schumacher, Jenson Button, David Coulthard, Heinz-Harald Frentzen, Jacques Villeneuve, Johnny Herbert, Mika Salo y Eddie Irvine. Durante esa vuelta, los neumáticos de Schumacher comenzaron a degradarse, y salió a la meta para enfriarlos a través del agua; Häkkinen gradualmente cerró la brecha. Coulthard, quinto, pasó a Button por la cuarta posición en la vuelta 37. Häkkinen intentó pasar a Michael Schumacher por el liderato en la vuelta 40 en la aproximación a Les Combes, pero el «Káiser» lo bloqueó para defender su posición. Los pilotos hicieron contacto, con el finlandés recibiendo daños menores en el alerón delantero y obligado a levantar el acelerador. Durante la siguiente vuelta, mientras ambos sobrepasaban a Ricardo Zonta, Häkkinen se movió al carril interior para adelantar a Schumacher por la primera plaza. Mantuvo el liderazgo hasta el final de la carrera, cruzando la meta para su cuarta victoria de la temporada en un tiempo de 1:28:14.494. Michael Schumacher terminó segundo, 1.104 segundos detrás de Häkkinen y delante de su hermano Ralf en tercer lugar, Coulthard acabó cuarto y Button en quinto lugar. Frentzen completó las posiciones de puntuación con un sexto lugar. Villeneuve, Herbert, Salo, Irvine y Pedro Diniz ocuparon los siguientes cinco puestos. Zonta, Alexander Wurz, Marc Gené y Jos Verstappen terminaron con vuelta perdida, siendo Pedro de la Rosa y Gastón Mazzacane los últimos clasificados.

## Después de la carrera
Tras la premiación, posteriormente, en conferencia de prensa, Häkkinen declaró:

Fue una victoria increíble, en una situación muy difícil e inusual, incluido mi despiste, que por supuesto no estaba planeado. Los bordillos aquí son muy resbaladizos y una vez que pasas por uno no hay mucho que hacer. Tuve la suerte de seguir adelante y pude perseguir a Michael.

El finlandés agregó que quería analizar su adelantamiento para ver si Schumacher realizó algún movimiento ilegal. El alemán dijo que a pesar de las mejoras en su monoplaza, no pudo igualar el ritmo de Häkkinen. Agregó que no experimentó problemas al correr fuera de línea para enfriar sus neumáticos, y que estaba feliz de correr detrás de los marcadores para obtener asistencia de velocidad en línea recta durante las últimas vueltas.
El hermano de Michael, Ralf Schumacher, declaró:

Estoy muy contento; estuvimos fuertes todo el fin de semana y mi coche funcionó perfectamente. Tuve un pequeño momento de preocupación acerca de seis vueltas desde el final cuando el acelerador no pareció acelerarse y pensé que el motor iba a detenerse, pero todo volvió a la normalidad.

El piloto de Williams añadió que su equipo confiaba en asegurarse el tercer lugar en el Campeonato de Constructores; aunque no pudo igualar el ritmo de Häkkinen, elogió al equipo por la configuración de su monoplaza. David Coulthard quedó decepcionado con su cuarto puesto, y pensó que la decisión de McLaren de llamarlo al pit-lane después de que sus rivales le costaran la victoria, sin embargo, seguía confiando en sus posibilidades de campeonato. Jenson Button dijo que: «Fue una mala carrera para mí, pero no la peor. El coche funcionaba bien al comienzo, pero cuando intenté adelantar a Jarno [Trulli], llegué un poco tarde». Trulli se negó a criticar a Button después de la carrera, creyendo que el británico cometió un error. Giancarlo Fisichella y Jos Verstappen sintieron lo mismo acerca de su colisión en la vuelta 9, el italiano dijo que «sentía pena» por Verstappen y describió su fin de semana como «desastroso». El neerlandés comentó que luchó con el equilibrio de su monoplaza, lo que resultó en un sobreviraje, y agregó que estaba «feliz por volver a casa», porque «no ha sido un buen fin de semana». Heinz-Harald Frentzen dijo que estaba satisfecho por sumar puntos, aunque esperaba un mejor resultado.

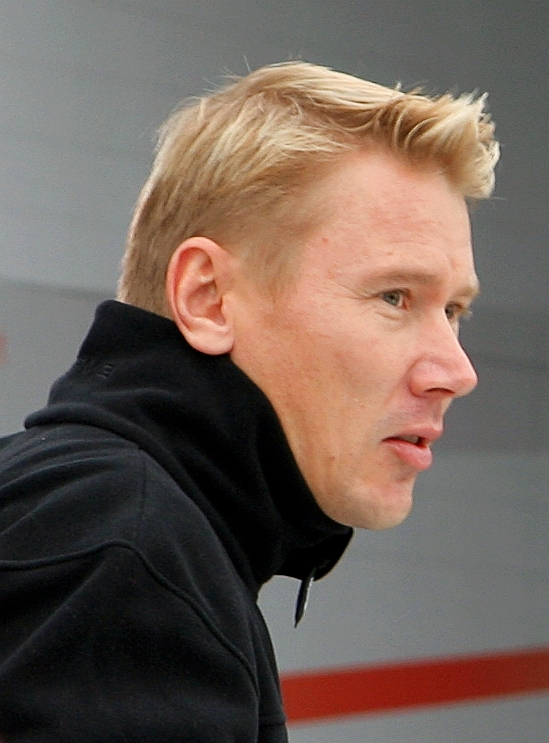
Mika Häkkinen (fotografiado en 2006) fue el ganador de la carrera tras recuperarse de un trompo.

Los medios de comunicación se centraron en el adelanto de Mika Häkkinen a Michael Schumacher en la vuelta 41, y después de la carrera, Häkkinen buscó al alemán en el parc fermé y le dijo que no volviera a hacer una maniobra como esa. Más tarde, Ricardo Zonta dijo que desconoció la presencia de Häkkinen, pero vio a Schumacher en sus espejos. Derick Allsop del periódico The Independent describió el impacto que podría tener el movimiento: «Quizás, él [Mika Häkkinen] será reconocido como un piloto digno de un lugar en el panteón de los héroes del deporte». Según el director de McLaren, Ron Dennis, «Su maniobra de adelantamiento, estoy seguro, que será una de las mejores en la historia de la Fórmula 1». En febrero de 2001, el sobrepaso de Häkkinen fue elegido por más de 60 historiadores de la máxima categoría como el «momento Mastercard Priceless» de la temporada 2000 de Fórmula 1.
El uso del coche de seguridad en el inicio de la carrera tuvo una respuesta mixta dentro del deporte. David Coulthard estuvo de acuerdo con la decisión de la FIA: «Sé que habrá un debate al respecto, pero el hecho es que me preguntaron de antemano y dije que, en base a los años anteriores que hemos tenido aquí, lo más seguro es tener un coche de seguridad en el comienzo». Ralf Schumacher también estuvo de acuerdo con la decisión de comenzar bajo condición de safety car. Sin embargo, el comentarista de ITV y expiloto Martin Brundle pensó que la pista no estaba lo suficientemente húmeda para auto de seguridad. El periodista Nigel Roebuck dijo que el período de tiempo bajo condiciones de seguridad fue inadecuado. El director de carrera de la FIA, Charlie Whiting, consultó a Coulthard, el representante de los pilotos, antes de tomar su decisión.
Tras la carrera, Häkkinen se mantuvo como líder del Campeonato de Pilotos con 74 puntos. Schumacher quedó segundo con 68, siete puntos por delante de Coulthard y diecinueve delante de Rubens Barrichello. Ralf Schumacher superó a Giancarlo Fisichella por el quinto lugar con 20 puntos, y Heinz-Harald Frentzen terminó adelante de su compañero [Trulli] y Mika Salo. Mientras que en el Campeonato de Constructores, McLaren mantuvo su liderazgo con 125 unidades y Ferrari se mantuvo en segundo lugar con 117. Williams aumentó su ventaja sobre Benetton a doce puntos, y Jordan se mantuvo quinto con 13. A pesar de la ventaja de Häkkinen, Schumacher reconoció que su equipo carecía de velocidad contra McLaren en las cuatro carreras restantes de la temporada, pero seguía confiado en ganar el campeonato.

## Clasificación
Resultados
| 1                      | 1  | Mika Häkkinen         | McLaren-Mercedes   | 1:50:646 | —      |
| 2                      | 6  | Jarno Trulli          | Jordan-Mugen-Honda | 1:51.419 | +0.773 |
| 3                      | 10 | Jenson Button         | Williams-BMW       | 1:51.444 | +0.798 |
| 4                      | 3  | Michael Schumacher    | Ferrari            | 1:51.552 | +0.906 |
| 5                      | 2  | David Coulthard       | McLaren-Mercedes   | 1:51.587 | +0.941 |
| 6                      | 9  | Ralf Schumacher       | Williams-BMW       | 1:51.743 | +1.097 |
| 7                      | 22 | Jacques Villeneuve    | BAR-Honda          | 1:51.799 | +1.153 |
| 8                      | 5  | Heinz-Harald Frentzen | Jordan-Mugen-Honda | 1:51.926 | +1.280 |
| 9                      | 8  | Johnny Herbert        | Jaguar-Cosworth    | 1:52.242 | +1.596 |
| 10                     | 4  | Rubens Barrichello    | Ferrari            | 1:52.444 | +1.798 |
| 11                     | 11 | Giancarlo Fisichella  | Benetton-Playlife  | 1:52.796 | +2.110 |
| 12                     | 7  | Eddie Irvine          | Jaguar-Cosworth    | 1:52.885 | +2.239 |
| 13                     | 23 | Ricardo Zonta         | BAR-Honda          | 1:53.002 | +2.356 |
| 14                     | 15 | Nick Heidfeld         | Prost-Peugeot      | 1:53.193 | +2.547 |
| 15                     | 16 | Pedro Diniz           | Sauber-Petronas    | 1:53.211 | +2.565 |
| 16                     | 18 | Pedro de la Rosa      | Arrows-Supertec    | 1:53.237 | +2.591 |
| 17                     | 14 | Jean Alesi            | Prost-Peugeot      | 1:53.309 | +2.663 |
| 18                     | 17 | Mika Salo             | Sauber-Petronas    | 1:53.357 | +2.711 |
| 19                     | 12 | Alexander Wurz        | Benetton-Playlife  | 1:53.403 | +2.757 |
| 20                     | 19 | Jos Verstappen        | Arrows-Supertec    | 1:53.912 | +3.266 |
| 21                     | 20 | Marc Gené             | Minardi-Fondmetal  | 1:54.680 | +4.034 |
| 22                     | 21 | Gastón Mazzacane      | Minardi-Fondmetal  | 1:54.784 | +4.138 |
| Tiempo 107 %: 1:58.391 |    |                       |                    |          |        |

Fuente: Fórmula 1.

## Carrera
Resultados
| Pos. | N.º | Piloto                | Equipo/Motor       | Vueltas | Tiempo/Retirado        | Parrilla | Puntos |
| ---- | --- | --------------------- | ------------------ | ------- | ---------------------- | -------- | ------ |
| 1    | 1   | Mika Häkkinen         | McLaren-Mercedes   | 44      | 1:28:14.494            | 1        | 10     |
| 2    | 3   | Michael Schumacher    | Ferrari            | 44      | +1.104                 | 4        | 6      |
| 3    | 9   | Ralf Schumacher       | Williams-BMW       | 44      | +38.096                | 6        | 4      |
| 4    | 2   | David Coulthard       | McLaren-Mercedes   | 44      | +43.281                | 5        | 3      |
| 5    | 10  | Jenson Button         | Williams-BMW       | 44      | +49.914                | 3        | 2      |
| 6    | 5   | Heinz-Harald Frentzen | Jordan-Mugen-Honda | 44      | +55.984                | 8        | 1      |
| 7    | 22  | Jacques Villeneuve    | BAR-Honda          | 44      | +1:12.380              | 7        |        |
| 8    | 8   | Johnny Herbert        | Jaguar-Cosworth    | 44      | +1:27.808              | 9        |        |
| 9    | 17  | Mika Salo             | Sauber-Petronas    | 44      | +1:28.670              | 18       |        |
| 10   | 7   | Eddie Irvine          | Jaguar-Cosworth    | 44      | +1:31.555              | 12       |        |
| 11   | 16  | Pedro Diniz           | Sauber-Petronas    | 44      | +1:34.123              | 15       |        |
| 12   | 23  | Ricardo Zonta         | BAR-Honda          | 43      | +1 vuelta              | 13       |        |
| 13   | 12  | Alexander Wurz        | Benetton-Playlife  | 43      | +1 vuelta              | 19       |        |
| 14   | 20  | Marc Gené             | Minardi-Fondmetal  | 43      | +1 vuelta              | 21       |        |
| 15   | 19  | Jos Verstappen        | Arrows-Supertec    | 43      | +1 vuelta              | 20       |        |
| 16   | 18  | Pedro de la Rosa      | Arrows-Supertec    | 42      | +2 vueltas             | 16       |        |
| 17   | 21  | Gastón Mazzacane      | Minardi-Fondmetal  | 42      | +2 vueltas             | 22       |        |
| Ret  | 4   | Rubens Barrichello    | Ferrari            | 32      | Presión de combustible | 10       |        |
| Ret  | 14  | Jean Alesi            | Prost-Peugeot      | 32      | Presión de combustible | 17       |        |
| Ret  | 15  | Nick Heidfeld         | Prost-Peugeot      | 12      | Motor                  | 14       |        |
| Ret  | 11  | Giancarlo Fisichella  | Benetton-Playlife  | 8       | Eléctricos             | 11       |        |
| Ret  | 6   | Jarno Trulli          | Jordan-Mugen-Honda | 4       | Colisión               | 2        |        |

Fuente: Fórmula 1.

## Clasificación tras la carrera
| Pos.    | Piloto             | Puntos | Cambios     |
| ------- | ------------------ | ------ | ----------- |
| 1       | Mika Häkkinen      | 74     | Sin cambios |
| 2       | Michael Schumacher | 68     | Sin cambios |
| 3       | David Coulthard    | 61     | Sin cambios |
| 4       | Rubens Barrichello | 49     | Sin cambios |
| 5       | Ralf Schumacher    | 20     | Crecimiento |
| Fuente: |                    |        |             |

| Pos.    | Constructor        | Puntos | Cambios     |
| ------- | ------------------ | ------ | ----------- |
| 1       | McLaren-Mercedes   | 125    | Sin cambios |
| 2       | Ferrari            | 117    | Sin cambios |
| 3       | Williams-BMW       | 30     | Sin cambios |
| 4       | Benetton-Playlife  | 18     | Sin cambios |
| 5       | Jordan-Mugen-Honda | 13     | Sin cambios |
| Fuente: |                    |        |             |